# Bogidiellidira
Bogidiellidira es un parvorden de pequeños crustáceos anfípodos. Sus 161 especies se distribuyen por todo el mundo.

## Clasificación
Se reconocen tres familias agrupadas en una superfamilia:
- Superfamilia Bogidielloidea Hertzog, 1936
  - Artesiidae Holsinger, 1980
  - Bogidiellidae Hertzog, 1936
  - Salentinellidae Bousfield, 1977